# BMW X5 (F15)
BMW F15 — третье поколение знаменитого среднеразмерного кроссовера BMW X5 немецкой компании BMW. Выпуск модели был начат в ноябре 2013 года в Европе. Одновременно с запуском новой модели с производства была снята предыдущая — E70.

## Появление

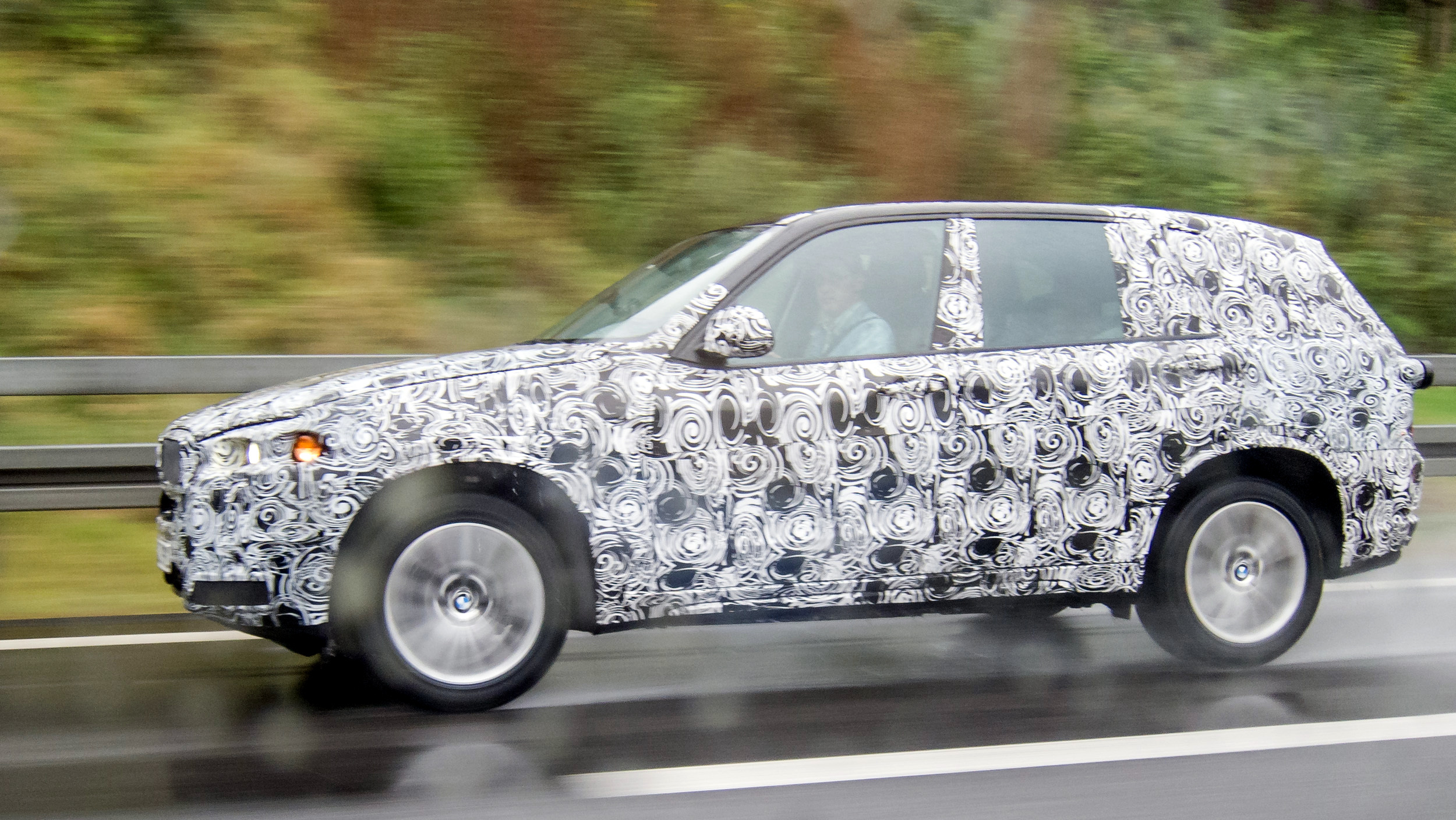
Тестирование модели. Экстерьер был закрыт камуфляжем, чтобы не раскрывать его преждевременно

Ещё до решения запуска нового поколения X5 французское издание L’Automobile Magazine показало возможные изображения модели, притом довольно похожие на будущий автомобиль. В мае 2012 года следующее поколение было замечено во время тестирования на Северной петле. Тогда же британское издание Autoevolution проинформировало о некоторых двигателях и новшествах автомобиля. Через несколько дней появились фото закамуфлированного салона и, соответственно, раскрыты некоторые особенности интерьера. Ещё через 2 месяца изданием L’Automobile Magazine были показаны снимки уже не закамуфлированного салона. В конце 2012 года на одной из улиц Германии был снова замечено замаскированное новое поколение, однако камуфляжа было заметно меньше. В середине января 2013 года компанией Jadi Modelcraft были опубликованы фотографии конечного автомобиля. В мае 2013 года компания предоставила официальную информацию и изображения автомобиля.

## Нововведения

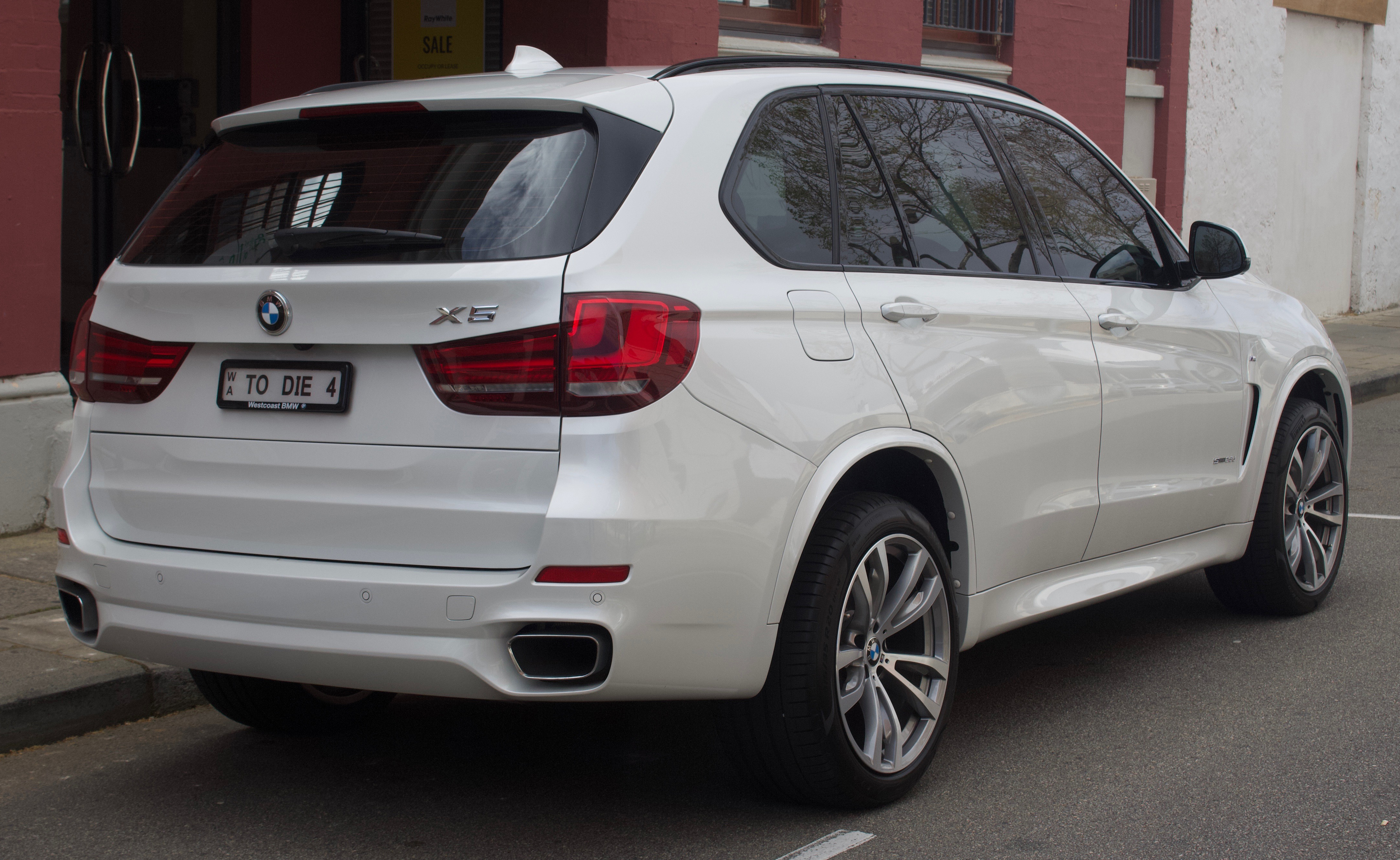
Вид сзади

Несмотря на слухи и утверждения компании, 3 поколение не получило новую платформу и даже имеет те же её размеры, однако с предыдущим поколением новое не имеет ни одной общей кузовной детали. Салон также качественно изменился (например, появились новая кожа и увеличенный дисплей), хотя расположение кнопок осталось прежним. Автомобиль получил практически все современные системы безопасности: системы автоматического торможения, кругового обзора, контроля за полосой движения и усталостью водителя и даже самостоятельного движения в пробках — машина может не только разгоняться и тормозить, но и поворачивать.

## Двигатели и коробка передач
Автомобиль оснащается 4 турбодвигателями: 2 бензиновыми и 2 дизельными. Все они доступны только с полным приводом (обычная 2-литровая также доступна с задним) и 8-ступенчатой автоматической коробкой передач компании ZF Friedrichshafen AG.
- Размерность колёс — 255/55R18
- Передняя подвеска — независимая, пружинная, на двойных поперечных рычагах
- Задняя подвеска — независимая, пружинная, многорычажная
- Рулевое управление — Шестерня-рейка с гидроусилителем
- Диаметр разворота — 12,7
- Тормоза — дисковые, вентилируемые

## Гибридная версия
В августе компания объявила о гибридной версии автомобиля — X5 eDrive, которая сможет проехать на аккумуляторах до 30 км, а максимальная скорость будет составлять 120 км/ч. Она была показана на Франкфуртском автосалоне. Заявленный средний расход топлива — 3,8 л/ 100 км, разгон до 100 км/ч — 7 секунд.

## X5M
Спортивная версия — M — оснащается  двигателем с двойным турбонаддувом. Помимо этого он имеет адаптивную спортивную подвеску Adaptive M и колёса 20 дюймов.

## В России
В России X5 нового поколения продаётся в версиях 35i, 50i, 40d, 30d, 25d и 50d с декабря 2013 года.

## Награды
- Номинация «Автомобиль года» в Северной Америке[13]
- Премия «Золотой руль» в категории SUV[14]